# Franz von Bayros
Franz von Bayros (Zagreb, 28 de maio de 1866 – Viena, 3 de abril de 1924) foi um ilustrador e pintor austríaco. Fazia pinturas sobre temas eróticos, sendo conhecido por seu controverso portfólio Erzählungen am Toilettentische.

## Primeiros anos
Bayros nasceu em Zagreb, que fez parte do Império Austro-Húngaro e é, hoje, Croácia. Aos dezessete anos, foi aprovado no exame de admissão à Academia de Viena com Eduard von Engerth. Bayros misturou-se à alta sociedade e fez parte do círculo de amigos de Johann Strauss II, com cuja enteada Alice se casou em 1896. No ano seguinte, Bayros mudou-se para Munique.

## Carreira

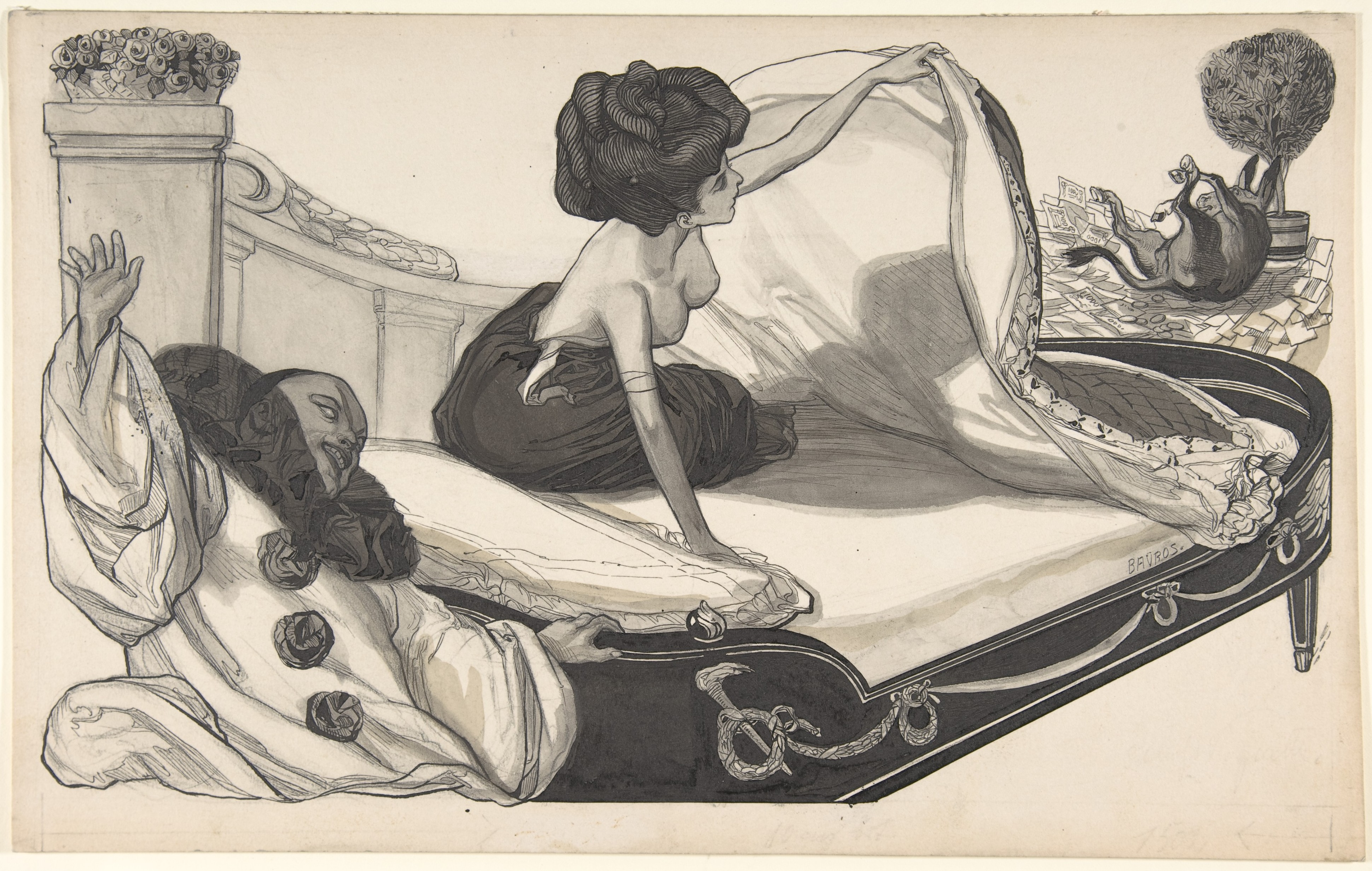
Mulher na cama observando um burro (Metropolitan Museum of Art)

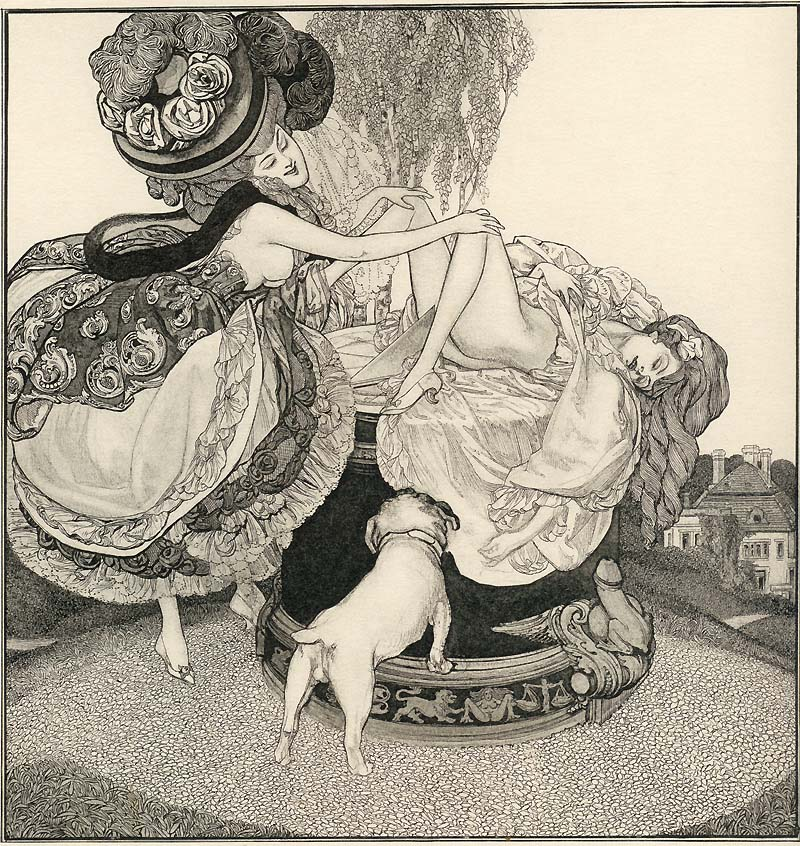
Um exemplo da arte erótica de Franz von Bayros

Em 1904, fez a sua primeira exposição em Munique, que foi bem recebida. De 1904 a 1908, ele viajou para Paris e Itália para continuar seus estudos. Em 1911, ele criou sua obra mais famosa e polêmica, Contos da penteadeira, pela qual foi posteriormente preso e exilado da Alemanha. Voltando a Viena, ele se sentiu um estranho e a eclosão da Primeira Guerra Mundial aumentou seu sentimento de alienação. Seu trabalho pode ser encontrado no Metropolitan Museum of Art de Nova York.  Ele desenhou mais de 2 000 ilustrações no total.

## Galeria

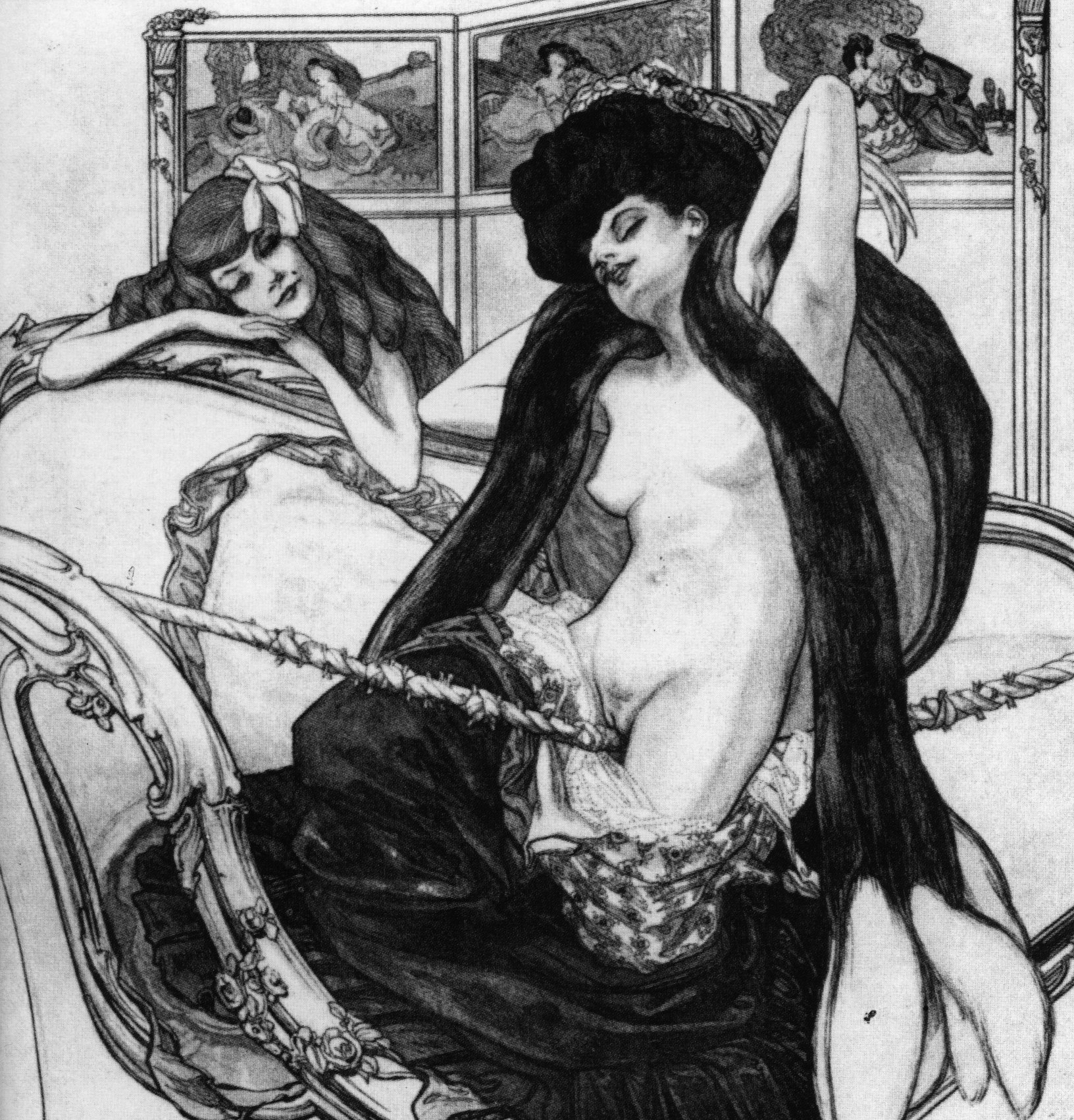
1907 : Le Jardin d'Aphrodite
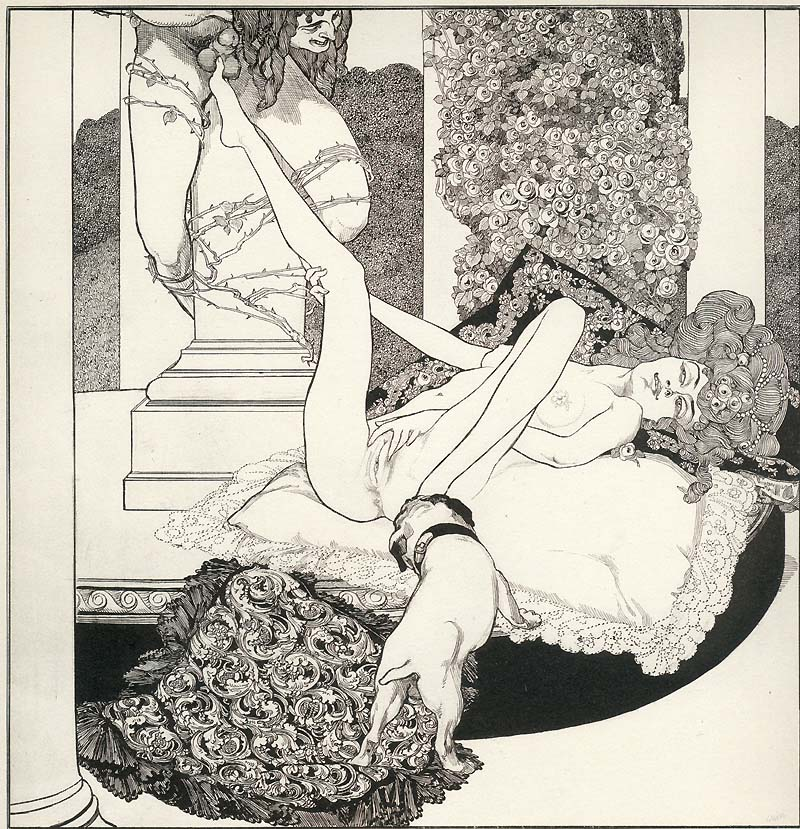
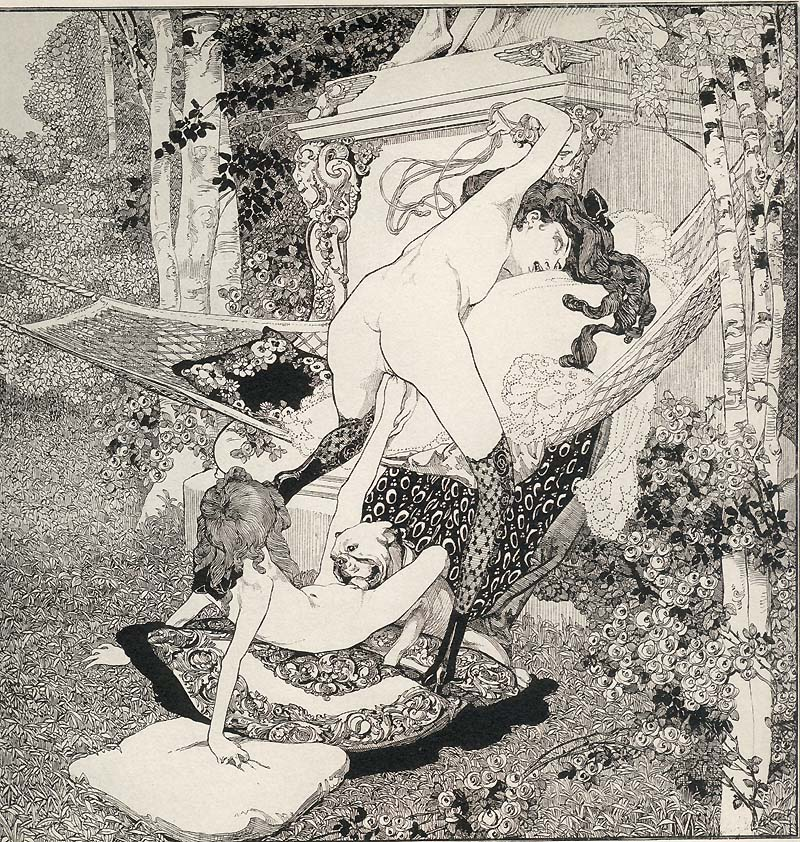
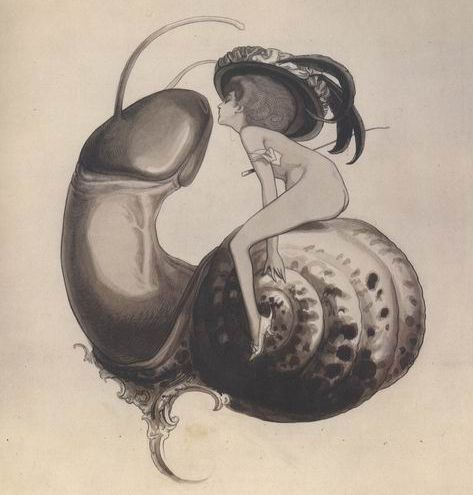
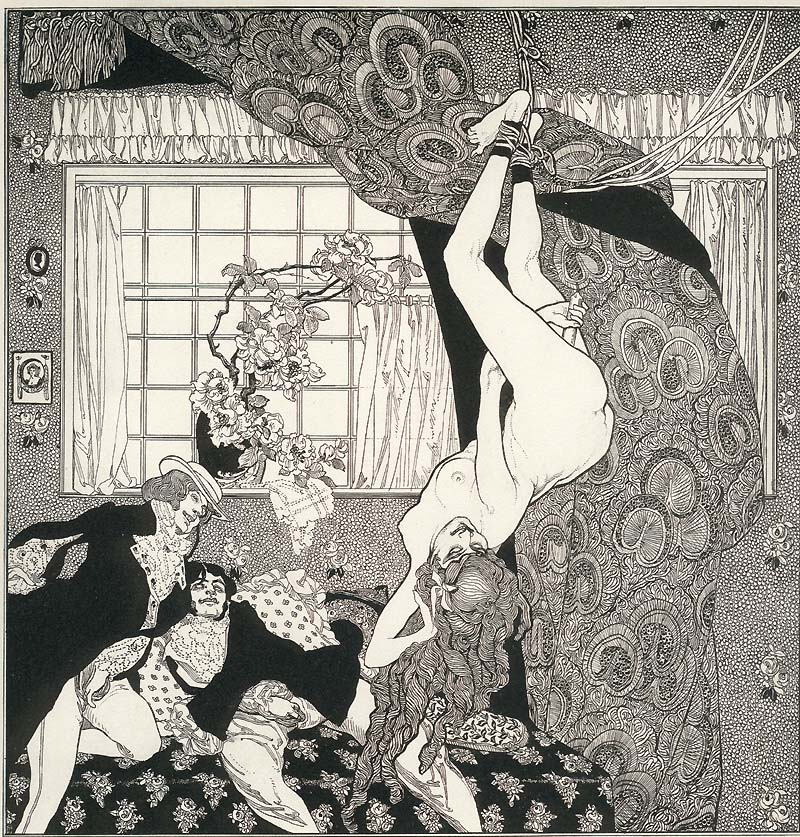
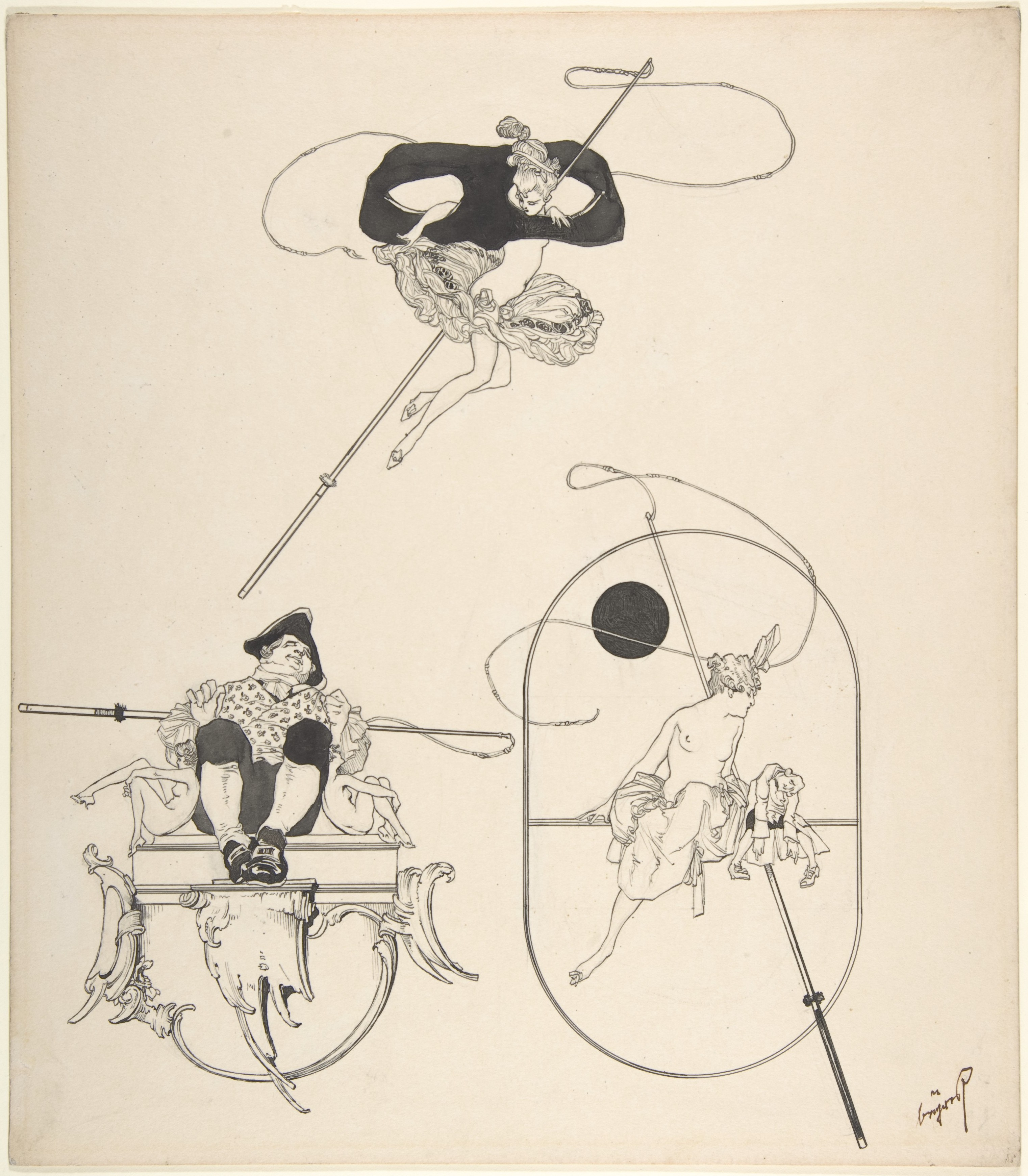
(Metropolitan Museum of Art)
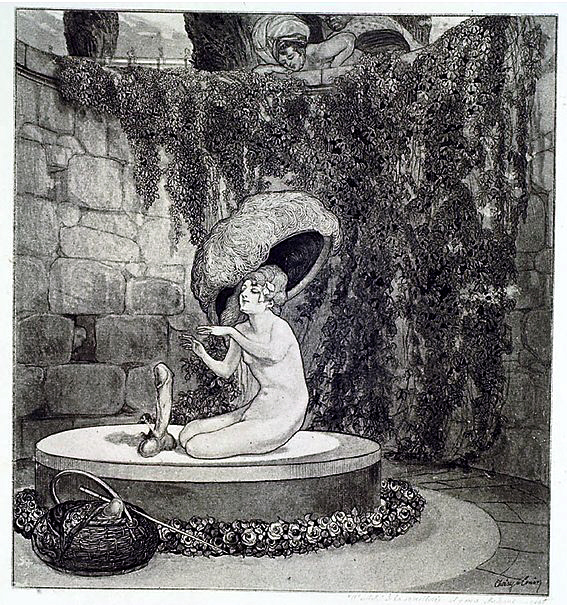